# Big Finish Productions
Big Finish Productions ist ein britisches Unternehmen, das (Hör-)Bücher und Hörspiele produziert. Besonders bekannt ist das Unternehmen als offizieller Partner der BBC für ihre inzwischen weit über 1000 kanonischen Hörspiele aus dem sogenannten Whoniverse. Seit März 2009 publiziert das Unternehmen außerdem das monatlich erscheinende kostenlose Magazin Vortex, in welchem die neuen Audioproduktionen vorgestellt, besprochen und durch Interviews ergänzt werden.

## Übersicht
Viele der Hörspiele basieren auf bekannten Serien aus dem Science Fiction oder Fantasy Bereich. So wurden beispielsweise Hörspiele zur Gothic-Seifenoper Dark Shadows, sowie zu den Science-Fiction-Serien Blake’s 7 und Sapphire & Steel veröffentlicht. Am bekanntesten sind Big Finishs Doctor Who Hörspielreihen und deren Ableger. In den meisten der Big Finish Produktionen werden einige oder alle Figuren von den aus den Serien bekannten Darstellern gesprochen. Auch verschiedene andere bekannte Schauspieler waren bereits in Big Finish Produktionen zu hören, darunter Sir Derek Jacobi CBE, David Warner und Benedict Cumberbatch CBE. Angefangen hat Big Finish mit Radioproduktionen. Später entwickelten sie die vielen unterschiedlichen Hörspielreihen, die nun auf CD oder als Download angeboten werden. Der Name Big Finish wurde durch die Episode The Big Finish aus Steven Moffats Kinderserie Press Gang inspiriert.

## Hörspielreihen
- Stargate SG1/Atlantis[6]
- Dark Shadows[1]
- Sapphire & Steel[7]
- Blake’s 7[8]
- 2000 AD[9]
- Terrahawks[9]
- The Avengers[10]
- The Prisoner[11]
- Sherlock Holmes[12]
- Survivors[9]
- The Omega Factor[9]
- The Tomorrow People[13]
- Torchwood[14]
- Robin Hood[15]
- Highlander[16]
- The Picture of Dorian Gray[9]
- Pathfinder[9]

### Doctor Who Hörspielreihen
| Titel                                       | Hörbücher (gesamt) | Doktor                                                 | Veröffentlichung |
| ------------------------------------------- | ------------------ | ------------------------------------------------------ | ---------------- |
| The Main Range auch: Monthly Series / Range | 238                | 5. / 6. / 7. / 8.                                      | 1999–heute       |
| Excelis                                     | 4                  | 5. / 6. / 7.                                           | 2002             |
| The Bonus Releases                          | 13                 | 4. / 5. / 6. / 7. / 8.                                 | 2002–2014        |
| The Eighth Doctor Adventures                | 35                 | 8.                                                     | 2007–2011        |
| The Companion Chronicles                    | 95                 | 1. / 2. / 3. / 4. / 5. / 6. / 7. / 8.                  | 2007–heute       |
| The Lost Stories                            | 30                 | 1. / 2. / 3. / 4. / 5. / 6. / 7.                       | 2009–2013        |
| Short Trips                                 | 84                 | 1. / 2. / 3. / 4. / 5. / 6. / 7. / 8. / 10.            | 2010–heute       |
| The Dark Eyes                               | 16                 | 8.                                                     | 2012–2015        |
| Novel Adaptations                           | 15                 | 4. / 5. / 7.                                           | 2012–2016        |
| The Fourth Doctor Adventures                | 56                 | 4.                                                     | 2012–heute       |
| Destiny of the Doctor                       | 11                 | 1. / 2. / 3. / 4. / 5. / 6. / 7. / 8. / 9. / 10. / 11. | 2013             |
| The Early Adventures                        | 16                 | 1. / 2.                                                | 2014–heute       |
| The New Series                              | 66                 | 1. / 4. / 5. / 6. / 7. / 8. / Kriegsdoktor / 9. / 10.  | 2015–heute       |
| The War Doctor                              | 12                 | Kriegsdoktor                                           | 2015–2017        |
| Doom Coalition                              | 17                 | 8.                                                     | 2015–2017        |
| The Third Doctor Adventures                 | 8                  | 3.                                                     | 2015–2018        |
| The Tenth Doctor Adventures                 | 3                  | 10.                                                    | 2016–2017        |
| The Doctor Chronicles                       | 8                  | 9. / 10. / 11.                                         | 2017–heute       |
| The First Doctor Adventures                 | 2                  | 10.                                                    | 2017–heute       |
| Ravenous                                    | 1                  | 8.                                                     | 2018–heute       |

### Doctor Who Ableger
| Titel                      | Hörbücher (gesamt) | Hauptfiguren | Veröffentlichung     |
| -------------------------- | ------------------ | --- | -------------------- |
| Bernice Summerfield        | 67                 | Bernice Summerfield | 1998–heute           |
| Dalek Empire               | 18                 | Daleks | 2001–2008            |
| Sarah Jane Smith           | 9                  | Sarah Jane Smith | 2002–2006            |
| Unbound                    | 10                 | Brigadier Lethbridge-Stewart, Susan Foreman, Bernice Summerfield, Der Doktor (außerkanonisch: Arabella Weir und Geoffrey Bayldon) | 2003–2017            |
| UNIT UNIT – The New Series | 6 24               | Der Brigadier Kate Stewart, Petronella Osgood                                                                                     | 2004–2012 2015–heute |
| Gallifrey                  | 21                 | Romana, K9 | 2004–2018            |
| Cyberman                   | 8                  | Cybermen | 2005–2009            |
| Iris Wildthyme             | 30                 | Iris Wildthyme | 2002–2015            |
| I, Davros                  | 5                  | Davros | 2006–2012            |
| The Stage Plays            | 3                  | Daleks, 6. und 4. Doktor (Trevor Marin statt Tom Baker)                                                                           | 2008                 |
| Graceless                  | 18                 | Abby, Zara | 2010–2017            |
| Jago & Litefoot            | 69                 | Henry Gordon Jago, Professor George Litefoot                                                                                      | 2009–heute           |
| Counter-Measures           | 31                 | Captain Ian Gilmore, Professorin Rachel Jensen & Allison Williams                                                                 | 2012–2017            |
| Vienna                     | 13                 | Vienna Salvatori | 2012–2018            |
| Charlotte Pollard          | 8                  | Charlotte Pollard | 2014–2017            |
| The Churchill Years        | 8                  | Winston Churchill | 2015–2018            |
| The Diary of River Song    | 12                 | River Song | 2015–heute           |
| Torchwood                  | 27                 | Jack, Ianto, Gwen, Rhys, Yvonne, Tosh, Suzie, Andy                                                                                | 2015–heute           |
| The Lives of Captain Jack  | 4                  | Captain Jack Harkness | 2017                 |